# Federico Cesi (Kardinal)

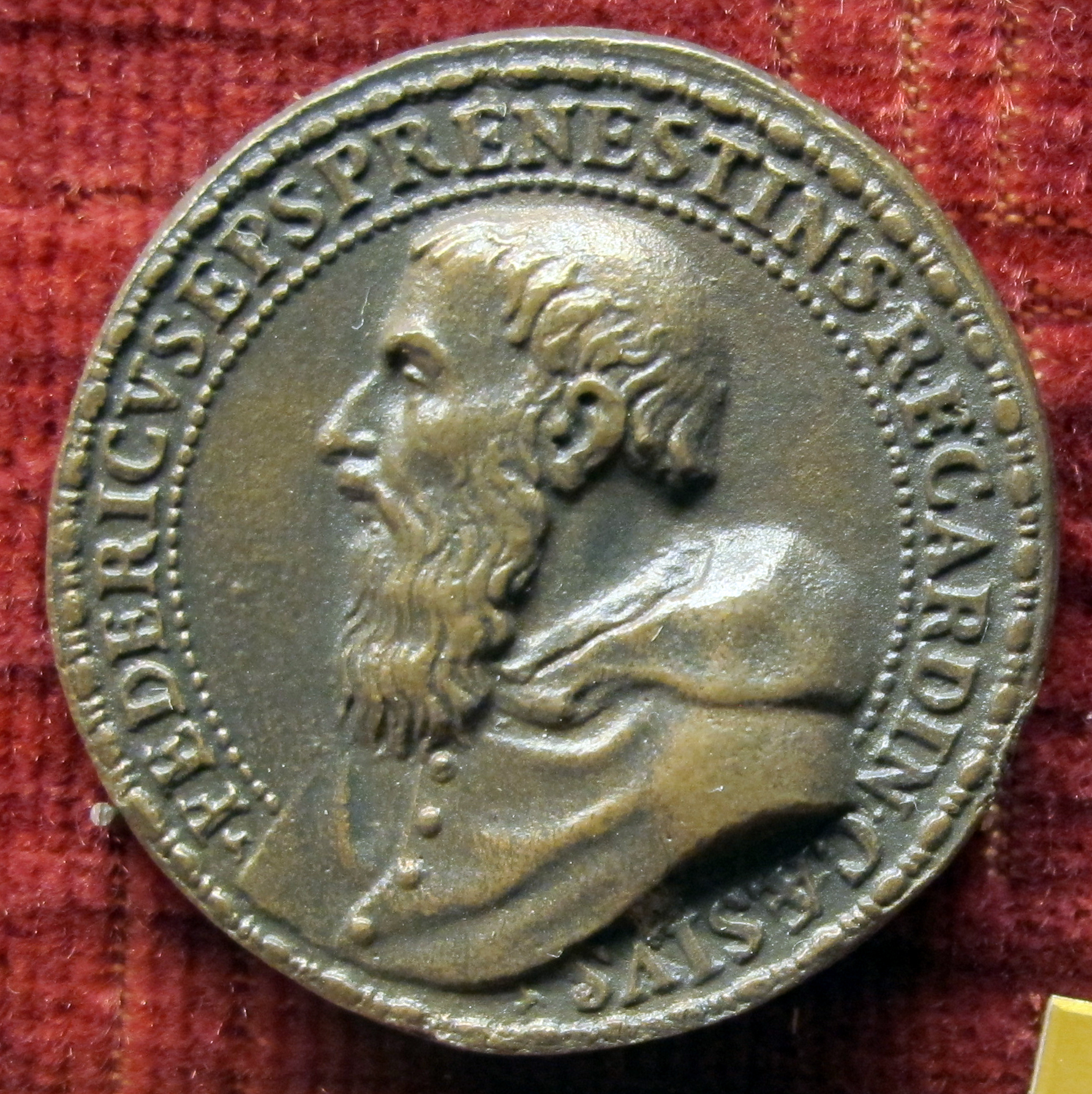
Kardinal Federico Cesi (zeitgenössische Medaille)

Federico Cesi (* 2. Juli 1500 in Rom; † 28. Januar 1565 ebenda) war ein italienischer Geistlicher, Bischof und Kardinal der Römischen Kirche.

## Leben
Er war der Sohn des römischen Adeligen Angelo Cesi und dessen Ehefrau Francesca (oder Franceschina) Cardoli. Sein älterer Bruder Paolo Emilio Cesi wurde bereits 1517 Kardinal. Ferner war er verwandt mit den Kardinälen Pierdonato Cesi seniore, Bartolomeo Cesi und Pierdonato Cesi iuniore. Federico Cesi studierte in Rom Rechtswissenschaft und arbeitete anschließend als Rechtsanwalt, wurde dann aber Priester.
Am 12. Juni 1523 wurde er – unter Dispens vom kanonischen Alter – zum Bischof von Todi ernannt. Die Bischofsweihe spendete ihm am 22. September 1538 in Rom der Bischof von Bovino, Alfonso Oliva, Sakristan des Apostolischen Palastes; Mitkonsekratoren waren Cristofor Spiriti, Bischof von Cesena, und Baldo Ferratini, Bischof von Lipari. Federico Cesi wurde kurz darauf Kleriker der Apostolischen Kammer.
Papst Paul III. kreierte ihn im Konsistorium vom 19. Dezember 1544 zum Kardinalpriester. Den roten Hut und die Titelkirche San Pancrazio empfing Federico Cesi am 9. Januar 1545. Am 11. März 1545 verzichtete er auf das Bischofsamt in Todi und war 1549–1552 Administrator von Caserta. Kardinal Cesi war Teilnehmer des Konklave 1549–1550, das Papst Julius III. wählte. Er optierte am 28. Februar 1550 zur Titelkirche Santa Prisca. Ferner war er Administrator von Vulturara e Montecorvino (1550–1551) sowie von Cremona (1551–1560). Vom 7. Januar 1555 bis zum 10. Januar 1556 war er Kämmerer des Heiligen Kardinalskollegiums. Er war Teilnehmer des ersten Konklave von 1555, das mit der Wahl von Papst Marcellus II. endete. Ferner nahm er am zweiten Konklave desselben Jahres teil, aus dem Paul IV. als Papst hervorging.

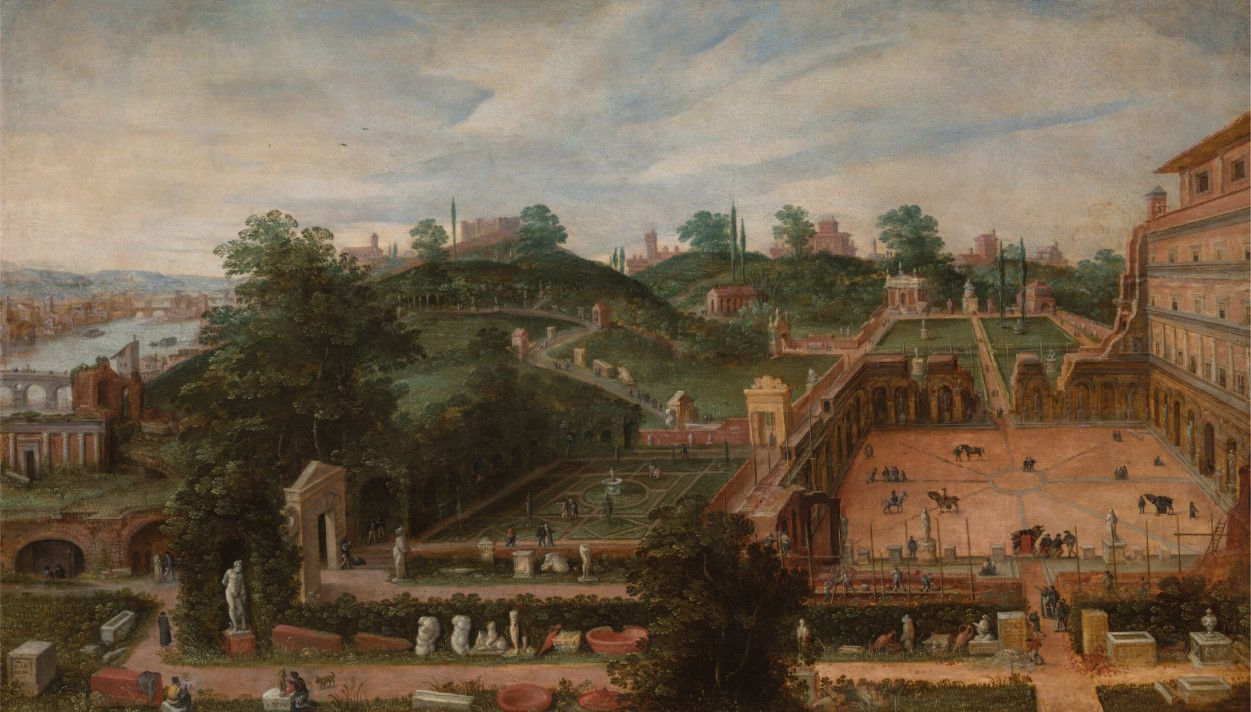
Der Skulpturengarten des Kardinals Cesi, von Hendrick van Cleve III (1584)

Er optierte am 20. September 1557 für die Kardinalsklasse der Kardinalbischöfe und für das suburbikarische Bistum Palestrina. Am Konklave 1559, aus dem Pius IV. als Papst hervorging, nahm er teil. Am 18. Mai 1562 optierte er zum suburbikarischen Bistum Frascati und am 12. Mai 1564 für das Bistum Porto e Santa Rufina und war Subdekan des Heiligen Kardinalskollegiums.
Kardinal Cesi legte in der Nähe des Petersdoms einen der berühmtesten Gärten im frühneuzeitlichen Rom an. In ihm stellte er seine Antiquitätensammlung aus, einen Skulpturengarten, der auf einem Gemälde von Hendrick van Cleve III dargestellt ist. 1622 wurde die Sammlung, zu der auch die berühmte Juno Ludovisi gehörte, von Kardinal Ludovico Ludovisi erworben. 
Beigesetzt wurde Federico Cesi in der Kirche Santa Caterina de’ Funari; später wurde sein Leichnam in die Basilika Santa Maria Maggiore überführt.